# Państwowy Uniwersytet Mołdawski
Państwowy Uniwersytet Mołdawski (rum. Universitatea de Stat din Moldova) – uniwersytet znajdujący się w Kiszyniowie w Mołdawii.

## Organizacja
Na uniwersytecie funkcjonuje 11 wydziałów:   
- 1. Biologii i Pedologii
- 2. Chemii i Technologii Chemicznej
- 3. Prawa
- 4. Fizyki
- 5. Historii i Filozofii
- 6. Dziennikarstwa i Komunikacji
- 7. Języków Obcych i Literatury
- 8. Matematyki i Informatyki
- 9. Stosunków Międzynarodowych, Nauk Politycznych oraz Administracji
- 10. Socjologii
- 11. Ekonomii